# Ганс-Петер Фрідріх
Ганс-Петер Фрідріх (нім. Hans-Peter Friedrich; нар. 10 березня 1957, Найла, Баварія) — міністр внутрішніх справ Німеччини з березня 2011 року по грудень 2013 року. Член баварського Християнсько-соціального союзу (ХСС), депутат Бундестагу з 1998 року. З 2009 по 2011 роки обіймав пост голови парламентської групи ХСС в німецькому парламенті.

## Біографія
Ганс-Петер Фрідріх народився 10 березня 1957 року в баварському місті Найла. У 1978 році він закінчив гімназію в Найла і здав «абітур» — іспит, що дозволяє вступати до університету без вступних випробувань. У 1978–1979 роках Фрідріх служив за призовом в бундесвері, після чого навчався на юриста в університетах Аугсбурга і Мюнхена. У 1984 і 1986 роках Фрідріх склав два державних юридичних іспити, а в 1988 році в Аугсбурзькому університеті захистив дисертацію на ступінь доктора права. Паралельно він з 1984 по 1986 роки навчався на економіста в Ауґсбурзькому університеті, здобувши ступінь бакалавра з цієї спеціальності, після чого з 1986 по 1988 роки продовжував вивчати економіку в Гаґенському заочному університеті.
У 1988 році Фрідріх отримав посаду радника в департаменті промисловості Міністерство економіки ФРН, з 1990 по 1991 рік працював у посольстві Німеччини в США.
Ще в гімназії Фрідріх захопився політикою. У 1973 році він вступив в Молодіжний союз Християнсько-соціального союзу, ставши заступником голови місцевого відділення. У 1974 році він заснував студентський союз ХСС Верхній Франконії і зайняв пост його першого голови, в тому ж році він став членом ХСС.
У 1991 році Фрідріх працював помічником у фракції ХДС/ХСС в Бундестазі. У 1993 році голова парламентської групи ХСС Міхаель Глос призначив його своїм особистим помічником. У 1998 році Фрідріх був вперше обраний депутатом Бундестагу по федеральному списку ХСС, і згодом переобирався, але вже по одномандатному округу Гоф, в який входило місто Найла.
У 1999 році Фрідріх став заступником голови ХСС у Верхній Франконії. У 2002-2005 роках він був юридичним радником фракції ХДС/ХСС. У 2005–2009 роках Фрідріх займав пост заступника голови фракції ХДС/ХСС у Бундестазі Фолькера Каудера з питань транспорту, будівництва, міського господарства, туризму та місцевого законодавства. Попри те, що результати на виборах у 2009 році стали для ХСС одними з найгірших в його історії, Фрідріх на них здобув переконливу перемогу, набравши 46,8 відсотка голосів виборців. Ходили чутки, що він міг претендувати на пост міністра транспорту, однак у підсумку посів посаду голови парламентської групи ХСС у Бундестазі.
У лютому 2011 року вибухнув скандал через виявлений плагіат в дипломі міністра оборони Німеччини Карл-Теодора цу Ґуттенберґа. Його відставка призвела до перестановок в кабінеті міністрів канцлера Анґели Меркель. Новим міністром оборони був призначений глава МВС Томас де Мезьєр, а пост міністра внутрішніх справ зайняв Фрідріх. Він розпочав виконання обов'язків міністра 3 березня 2011.

## Гучні заяви та позиції
Наступного дня після свого призначення Фрідріх виступив з гучною заявою, повідомивши, що в Німеччині культура» є провідною, а ісламська культура не є невіднятною частиною німецької держави. За це його відразу розкритикувала парламентська опозиція, мусульманських кіл і навіть деяких товаришів по партії. Крім того, вже в перший місяць перебування на міністерській посаді Фрідріх відмовився від проведення розпочатої де Мезьєр реформи, що передбачала злиття федеральної поліції і федерального управління кримінальної поліції.

## Громадська діяльність
Фрідріх є почесним головою фонду, опікунської ради та «товариства друзів» симфонічного оркестру Гофа. Він — почесний член ради «Східнобаварського інституту передачі технологій» (Ostbayerischen Technologie — Transfer — Instituts ), некомерційної організації, яка займається питаннями співробітництва промисловості та науки.
Фрідріх одружений, у нього троє дітей. Він захоплюється бігом і їздою на велосипеді. За віросповіданням Фрідріх лютеранин.